# 竹島恭一
竹島 恭一は、（財）滋賀県公園・緑地センター理事長、滋賀県土木交通部用地対策室長、技監/都市計画課長、国営淹野すずらん丘陵公園事務所長、沖縄開発庁沖縄総合事務局次長を歴任した。
第28回日本公園緑地協会北村賞を受賞。

## 参考
- 政策年鑑、「月刊政策」 政治月報社, 2000
- 職員録、第 1 部、大蔵省印刷局, 1985
- 山陰地域研究, 第 4 号, 島根大学山陰地域研究総合センター, 1988
- 造園雑誌, 第 51 巻、第 3 号 日本造園学会, 1988
- https://www.sct.or.jp/app/download/14074756035/doboku02.pdf?t=1549927164
- https://www.pref.shiga.lg.jp/file/attachment/1045886.pdf
- http://www.shigahochi.co.jp/old/bno/2003/03-03/n030306.html
- 建設月報, 第 31 巻、第 12 号　建設院総裁官房広報課, 1978